# 耳大神经
耳大神经（great auricular nerve）是源自颈丛的皮（感觉）神经，起自第二、三颈神经（C2、C3），分布于耳廓及附近皮肤。
腮腺炎引起的疼痛是由耳大神经受到压迫而引起的。

## 结构
耳大神经是颈丛最大的升支。

## 临床意义
耳大神经可能在腮腺的手术中受损，从而使面部感觉减退。

## 其它图像

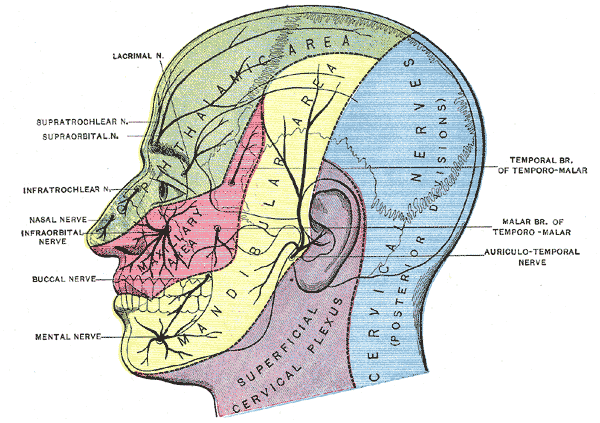
示三叉神经的分布，也显示了耳大神经、枕小神经和枕大神经的皮支的分布。
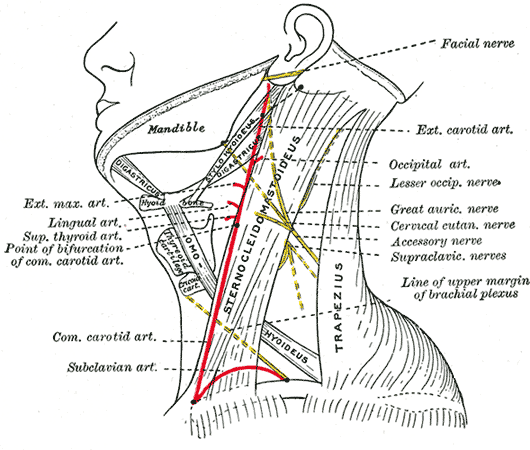
颈部侧面，示主要结构。